# Ritek
Ritek Corporation (chiń. 錸德科技股份有限公司) – tajwańskie przedsiębiorstwo elektroniczne, zajmujące się produkcją cyfrowych nośników danych, produktów elektrooptycznych i podzespołów elektronicznych. Jego portfolio obejmuje m.in. płyty CD i DVD oraz lampy elektroluminescencyjne. Jest jednym z największych producentów nośników optycznych.
Przedsiębiorstwo zostało założone w 1988 roku. Zatrudnia ponad 800 pracowników.